# Cholet-Pays de Loire 2012
La Cholet-Pays de Loire 2012, trentacinquesima edizione della corsa e valida come evento dell'UCI Europe Tour 2012 categoria 1.1, si svolse il 18 marzo 2012 su un percorso di 200 km. Fu vinta dal francese Arnaud Démare, che giunse al traguardo con il tempo di 5h07'20", alla media di 39,04 km/h.
Al traguardo 111 ciclisti portarono a termine il percorso.

## Squadre e corridori partecipanti
| N.    | Cod. | Squadra                       |
| ----- | ---- | ----------------------------- |
| 1-8   | EUC  | Team Europcar                 |
| 11-18 | VCD  | Vacansoleil-DCM               |
| 21-28 | FDJ  | FDJ-BigMat                    |
| 31-38 | ALM  | AG2R La Mondiale              |
| 41-48 | COF  | Cofidis, le Crédit en Ligne   |
| 51-58 | SAU  | Saur-Sojasun                  |
| 61-68 | LAN  | Landbouwkrediet-Euphny        |
| 71-78 | ACC  | Accent Jobs-Willems Veranda's |

| N.      | Cod. | Squadra                      |
| ------- | ---- | ---------------------------- |
| 81-88   | TSV  | Topsport Vlaanderen-Mercator |
| 91-98   | BSC  | Bretagne-Schuller            |
| 101-108 | TT1  | Team Type 1-Sanofi           |
| 111-118 | CJR  | Caja Rural                   |
| 121-128 | AUB  | Auber 93                     |
| 131-138 | LPM  | La Pomme Marseille           |
| 141-148 | RLM  | Roubaix-Lille Métropole      |
| 151-158 | VRU  | Véranda Rideau-Super U       |

## Ordine d'arrivo (Top 10)
| Pos. | Corridore        | Squadra      | Tempo    |
| ---- | ---------------- | ------------ | -------- |
| 1    | Arnaud Démare    | FDJ-BigMat   | 5h07'20" |
| 2    | Laurent Mangel   | Saur-Sojasun | s.t.     |
| 3    | Mickaël Delage   | FDJ-BigMat   | s.t.     |
| 4    | Adrien Petit     | Cofidis      | a 2"     |
| 5    | Pierrick Fédrigo | FDJ-BigMat   | s.t.     |
| 6    | Romain Feillu    | Vacansoleil  | s.t.     |
| 7    | Jonathan Hivert  | Saur-Sojasun | s.t.     |
| 8    | Francesco Lasca  | Caja Rural   | s.t.     |
| 9    | Nacer Bouhanni   | FDJ-BigMat   | s.t.     |
| 10   | Guillaume Blot   | Bretagne     | s.t.     |